# Reserva Extrativista do Batoque
A Reserva Extrativista da praia do Batoque é uma unidade de conservação federal do Brasil categorizada como reserva extrativista e criada por Decreto Presidencial em 05 de junho de 2003 numa área de 601 hectares no estado do Ceará.
A luta pela terra na região teve início na década de 70 quando um grande empresário do Estado do Ceará decidiu construir na região um resort (empreendimento turístico). Dessa forma, a comunidade da área seria retirada. Para evitar que isso ocorresse, após inúmeros conflitos, uma liminar garantindo a permanência daquelas famílias foi dada. Anos depois, com a queda desse instrumento jurídico, as ameaças retornaram ainda mais fortes.
Mais uma vez, ameaçadas de perderem seu único espaço pra moradia e subsistência, a Comunidade da praia do Batoque se mobilizou e, junto com a Igreja Católica, na década de 90, solicitou ao IBAMA apoio no processo de permanência.
Foi vislumbrada a possibilidade de criação de uma Unidade de Conservação no local para proteger o modo de vida, a cultura tradicional e o meio de subsistência do local.
Dessa forma, anos depois, em 2003, foi decretada pelo Presidente Luiz Inácio Lula da Silva a primeira Reserva Extrativista do Estado do Ceará,mais precisamente em 05 de junho de 2003 (Dia do Meio Ambiente).
Infelizmente, a Reserva Extrativista da praia do Batoque apresenta problemas graves de descaso por parte da população.
Mesmo com a mobilização e união comunitária anteriormente existente, hoje a comunidade encontra-se completamente fragilizada.
A especulação imobiliária, principalmente por parte do morador é constante. Muitos moradores estão vendendo suas propriedades e terras para pessoas de outros locais.
A compra e venda de terrenos por parte de pessoas que não são consideradas beneficiárias da Reserva é totalmente proibida. Dessa forma, quem adquire esse tipo de imóvel fica passível de punição por parte do Ministério Público Federal.
Em 2007 a gestão da Unidade passou a ser do Instituto Chico Mendes de Conservação da Biodiversidade (ICMBio). Recentemente, a unidade passou a ser contemplada com o processo de construção e elaboração de seu Plano de Manejo e do Conselho Deliberativo, instrumentos imprescindíveis para a boa manutenção e gestão da Unidade de Conservação.